# Vännäs
Vännäs este un oraș în Suedia.

## Demografie
| \| Evoluția demografică a zonei urbane Vännäs, 1970–2015 \| Evoluția demografică a zonei urbane Vännäs, 1970–2015 \| Evoluția demografică a zonei urbane Vännäs, 1970–2015 \| Evoluția demografică a zonei urbane Vännäs, 1970–2015 \| Evoluția demografică a zonei urbane Vännäs, 1970–2015 \| \| --------------------------------------------------------------------------------------- \| ----------------------------------------------------- \| ----------------------------------------------------- \| ----------------------------------------------------- \| ----------------------------------------------------- \| \| An \| \| \| Locuitori \| \| \| 1970 \| 1970 \| \| 4.066 \| 4.066 \| \| 1975 \| 1975 \| \| 3.876 \| 3.876 \| \| 1980 \| 1980 \| \| 3.805 \| 3.805 \| \| 1990 \| 1990 \| \| 3.791 \| 3.791 \| \| 1995 \| 1995 \| \| 4.445 \| 4.445 \| \| 2000 \| 2000 \| \| 4.194 \| 4.194 \| \| 2005 \| 2005 \| \| 4.100 \| 4.100 \| \| 2010 \| 2010 \| \| 4.118 \| 4.118 \| \| 2015 \| 2015 \| \| 4.373 \| 4.373 \| \| Sursa: SCB - Statistika Centralbyrån, Folkmängden per tätort. Vart femte år 1960 - 2016 \| \| \| \| \| |      |  |           |       |
| Evoluția demografică a zonei urbane Vännäs, 1970–2015 |      |  |           |       |
| An |      |  | Locuitori |       |
| 1970 | 1970 |  | 4.066     | 4.066 |
| 1975 | 1975 |  | 3.876     | 3.876 |
| 1980 | 1980 |  | 3.805     | 3.805 |
| 1990 | 1990 |  | 3.791     | 3.791 |
| 1995 | 1995 |  | 4.445     | 4.445 |
| 2000 | 2000 |  | 4.194     | 4.194 |
| 2005 | 2005 |  | 4.100     | 4.100 |
| 2010 | 2010 |  | 4.118     | 4.118 |
| 2015 | 2015 |  | 4.373     | 4.373 |
| Sursa: SCB - Statistika Centralbyrån, Folkmängden per tätort. Vart femte år 1960 - 2016 |      |  |           |       |